# چارچوب زکمن

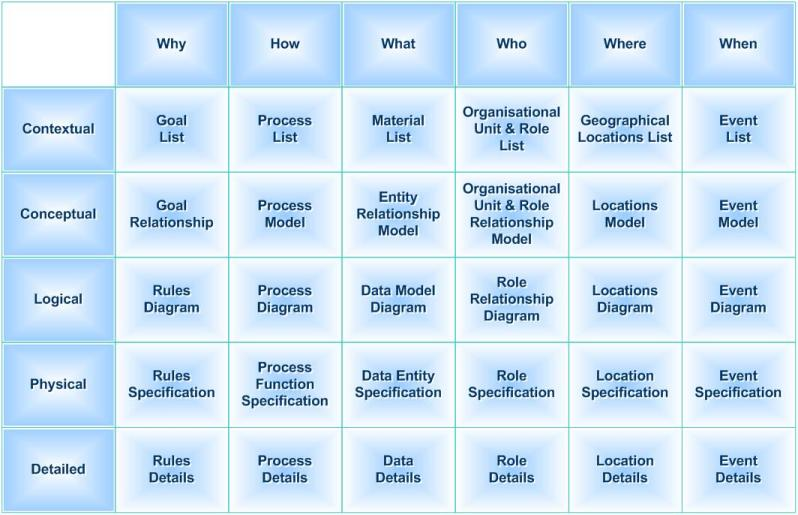
چارچوب زیکمن برای معماری سازمانی

چارچوب معماری زیکمن که به نوعی جدول مندلیف در مدل‌های معماری محسوب می‌شود، چارچوب مرجعی است که شش جنبهٔ اطلاعات، فرایندها، مکان‌ها، افراد، رویدادها و اهداف را تحت پوشش قرار می‌دهد. چارچوب زیکمن، نقش مهمی در ایجاد چارچوب‌های دیگر مانند «چارچوب معماری فدرال» داشته است.
جان زیکمن، ارائه‌کننده این چارچوب، از پیشگامان «معماری سازمانی» و پدر این علم به حساب می‌آید. او معماری سازمانی را ضرورتی غیرقابل اجتناب برای سازمان‌های بزرگ می‌دانست.

## بررسی اجمالی
عنوان «چارچوب زیکمن» اشاره به جدیدترین نگارش آن، یعنی چارچوب معماری سازمانی زیکمن نسخه ۳٫۰ می‌کند. فرازهایی از سی سال سابقه این چارچوب به شرح زیر است:
- چارچوب اولیه در مقاله‌ای با نام «چارچوبی برای معماری سیستم‌های اطلاعاتی» نوشتهٔ جان زکمن در سال ۱۹۸۷ از طریق ژورنال آی بی ام منتشر شد.
- درسال ۱۹۹۰ طی یک به‌روزرسانی بر روی مقاله اصلی ۱۹۸۷، چارچوب به «چارچوب زیکمن برای معماری سازمانی» تمدید و تغییر نام داده‌ شد.
- یکی از آخرین نسخه‌های چارچوب زیکمن توسط مؤسسهٔ بین‌المللی زیکمن به عنوان استاندارد صنعتی پیشنهاد شد.

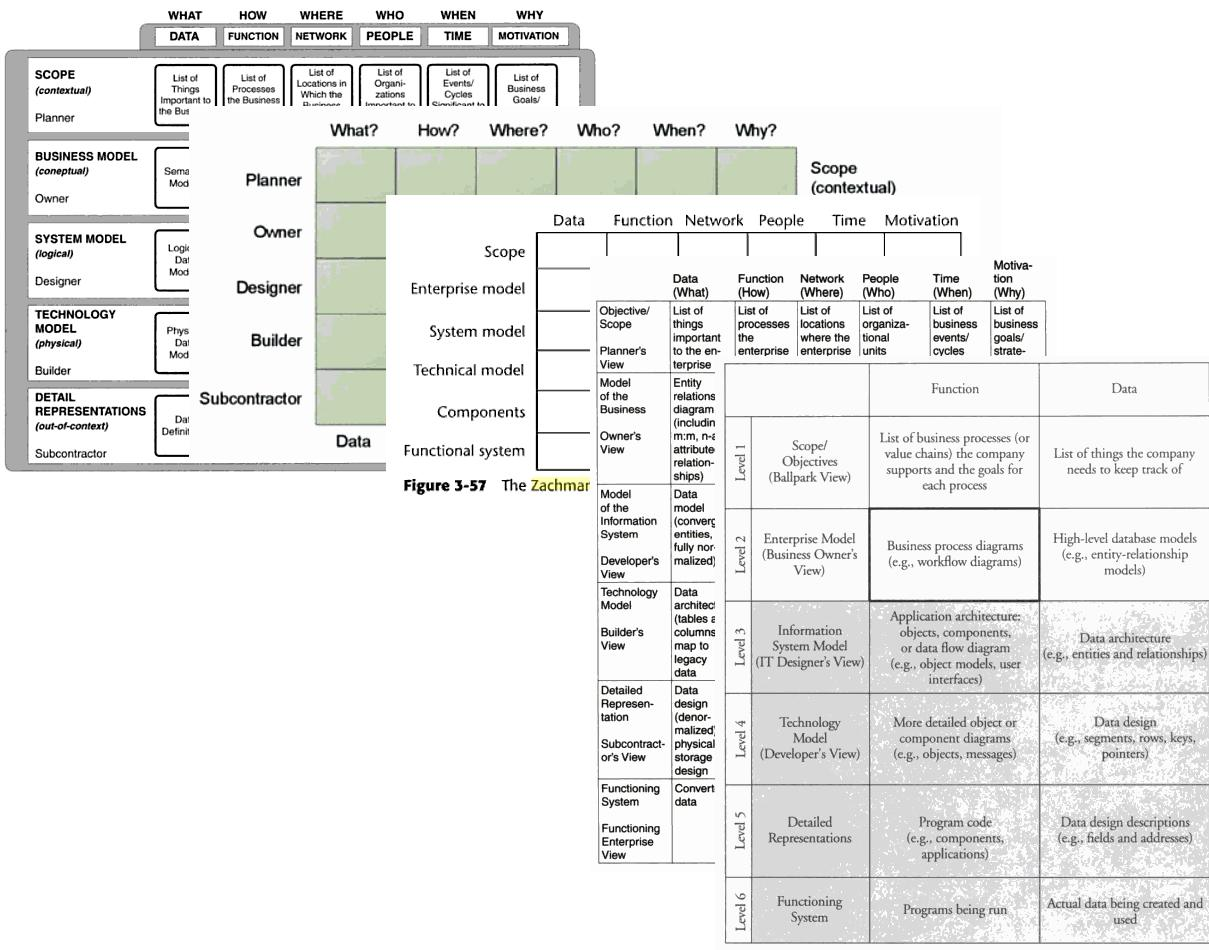
نسخه‌هایی از چارچوب زیکمن که در چندین کتاب در زمینه معماری سازمانی از سال ۱۹۹۷ تا ۲۰۰۵ ارائه شده‌اند.

در منابع دیگر، زیکمن به عنوان یک چارچوب که توسط جان زیکمن خلق شده و از نام او سرچشمه گرفته، اما به روش‌های متعددی معرفی شده است. به‌عنوان مثال:
- یک چارچوب برای سازماندهی و تجزیه و تحلیل داده‌ها
- یک چارچوب برای معماری سازمانی
- یک سیستم طبقه‌بندی یا طرح طبقه‌بندی
- یک ماتریس اغلب در یک قالب ماتریسی 6x6
- یک مدل دو بعدی یا یک مدل تحلیلی
- یک طرح دو بعدی که برای ساماندهی دقیق ارائه‌های تشریحی از سازمان مورد استفاده قرار می‌گیرد.

در کنار چارچوب توسعه‌یافته توسط جان زیکمن، توسعه‌ها و کاربردهای متعددی ایجاد شده‌اند که آن‌ها نیز گاهی به نام چارچوبهای زیکمن نامیده می‌شوند، اگرچه معمولاً آن‌ها فقط طرح‌های گرافیکی تغییر داده شده نسبت به چارچوب واقعی زیکمن هستند.
چارچوب زیکمن مجموعه‌ای از دیدگاه‌های مطرح در معماری سازمانی را خلاصه می‌کند. این دیدگاه‌ها در قالب یک ماتریس دو بعدی نمایش داده می‌شوند که سطرهای آن نوع ذی‌نفعان و ستون‌ها جنبه‌های معماری را نشان می‌دهند. چارچوب یک متدلوژی برای یک معماری تعریف نمی‌کند. در عوض، ماتریس به صورت یک قالب است که باید با اهداف/قوانین، فرایندها، مواد، نقش‌ها، مکان‌ها و رویدادهای به‌طور خاص مورد نیاز سازمان پر شود. در مرحله بعدی مدل‌سازی، نگاشت بین ستون‌ها در چارچوب، شکاف‌های موجود در وضعیت مستندسازی‌شده سازمان را نشان می‌دهد.
چارچوب، یک ساختار منطقی برای طبقه‌بندی و سازماندهی نمایش توصیفی از یک سازمان است. این ساختار هم برای مدیریت سازمان و هم برای عوامل درگیر در توسعه سیستم‌های سازمان حائز اهمیت است. در حالی که هیچ ترتیب اولویتی برای ستون‌های چارچوب وجود ندارد، ترتیب بالا به پایین سطرها برای تنظیم مفاهیم کسب و کار و سازمان فیزیکی واقعی مهم است. سطح جزئیات در چارچوب، یک تابع از هر سلول (و نه سطرها) است.
ستون‌ها دارای ترتیب نیستند. برخلاف سطرها که رعایت ترتیب آن‌ها حائز اهمیت است. به همین علت در نام‌گذاری ستون‌ها از شماره‌گذاری استفاده نشده است. این قاعده تلویحاً به این معنی است که نمی‌تواند بدون داشتن سطر بالاتر به تولید سطر پایین‌تر پرداخت. اما در مورد ستون‌ها چنین قانونی برقرار نیست. به عبارت دیگر در زمان تعیین عرض و عمق معماری می‌توان از سطرهای پایین‌تر صرف نظر کرد.

## تاریخچه
در سال‌های دهه ۱۹۸۰ جان زکمن در آی بی ام در توسعه برنامه‌ریزی سیستم کسب و کار (بی اس پی) مشارکت داشت که روشی برای تجزیه‌وتحلیل، تعریف و طراحی یک معماری اطلاعات سازمانی بود. در سال ۱۹۸۲ زکمن به این نتیجه رسید که این تجزیه و تحلیل‌ها می‌تواند به مراتب فراتر از خودکارسازی طراحی سیستم‌ها و مدیریت داده‌ها در عرصه برنامه‌ریزی استراتژیک کسب و کار و به‌طور کلی دانش مدیریت باشد. او اندیشید که این تکنیک‌ها را می‌توان در حوزه‌های معماری سازمانی داده‌محور، طراحی سیستم‌های داده‌محور، الگوهای طبقه‌بندی داده و از این دست حوزه‌ها (که در آن زمان کم‌تر شناخته شده بودند) به کار برد.

نسخه اصلی ۱۹۸۷ "چارچوب معماری سیستم‌های اطلاعات ".

### سیستم‌های اطلاعات معماری چارچوب

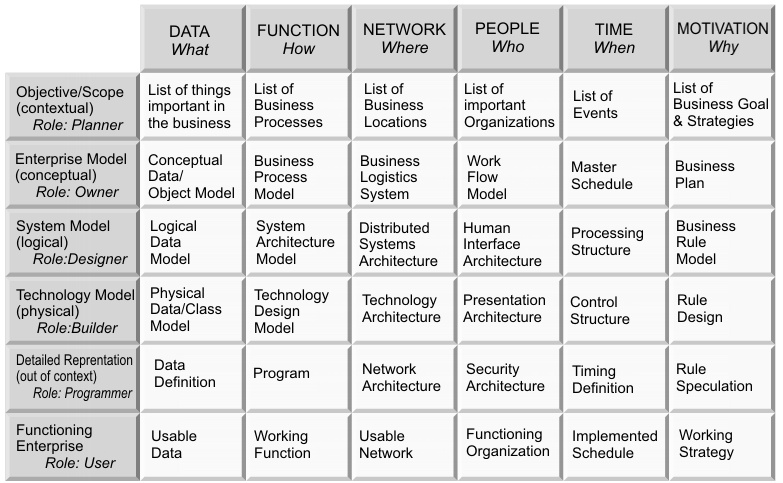
مثال ساده از چارچوب در سال ۱۹۹۲.

در مقاله سال ۱۹۸۷ «یک چارچوب برای معماری سیستم‌های اطلاعاتی» زکمن متوجه شد که اصطلاح «معماری» که به‌طور بی قید و شرط توسط افراد حرفه‌ای در زمینه سیستم‌های اطلاعاتی استفاده می‌گردد در واقع برای هر کدام برنامه‌ریزان، طراحان، برنامه‌نویسان، متخصصان ارتباطات و سایرین معانی مختلفی می‌دهد. در جست‌وجویی برای یک پایه مستقل و هدفمند که بر اساس آن بتوان یک چارچوب برای معماری سیستم‌های اطلاعاتی توسعه داد، زکمن نگاهی به حوزه معماری کلاسیک و انواعی از پروژه‌های پیچیده مهندسی در صنعت انداخت. او رویکرد مشابهی را در آن‌ها مشاهده کرد و به این نتیجه رسید که معماری در بسیاری از سطوح وجود دارد و شامل حداقل سه دیدگاه می‌گردد: مواد یا داده‌های خام، عملکرد فرایندها و محل یا شبکه پیاده‌سازی.
معماری سیستم‌های اطلاعاتی به این منظور طراحی شده است که یک طرح طبقه‌بندی برای سازماندهی مدل‌های معماری باشد و یک نمایش یکسان از مدل‌های مورد نیاز برای معماری سازمانی را فراهم می‌کند. معماری سیستم‌های اطلاعاتی با جزئیات تعیین نمی‌کند که مدل‌ها باید شامل چه چیزی باشند، اجبار نمی‌کند که چه زبان مدل‌سازی برای هر مدل به کار برده شود و همچنین هیچ روشی را برای ایجاد مدل‌ها پیشنهاد نمی‌دهد.

### گسترش و صوری‌سازی
در سال ۱۹۹۲ در مقاله «گسترش و رسمی چارچوب برای معماری سیستم‌های اطلاعاتی» جان اف سووا و جان زکمن چارچوب و توسعه‌های جدید آن را ارائه کردند که نشان می‌داد چگونه چارچوب می‌تواند به کمک نمودارهای گراف مفهومی صوری‌سازی گردد. همچنین در سال ۱۹۹۲:
جان سووا نویسنده همکار جان زکمن پیشنهاد داد که چشم‌انداز اسکوپ (Scope) از برنامه‌ریز (لیست‌های هم‌بند برای عموم بخش‌های سازمان و محیط آن) وچشم‌انداز نمایش با جزئیات (Detailed Representation) از پیمان‌کار (اجزاء خارج از محدوده سازمانی که توسط پیمان‌کار تهیه و ارائه می‌گردند) اضافه شوند. ستون‌های چه کسی، چه زمانی و چرا به نمایش عمومی برده شوند. ایده چهار سطحی از فراچارچوب‌ها و یک تصویر از نحوه تجمیع همبستگی‌ها در بین چشم‌اندازها همگی در این مقاله مشخص شده بودند. در این مقاله کری آندرسن هیلی با ایجاد مدلی از مدل‌ها (فرامدل چارچوب) به سووا یاری رسانده بود که این مدل نیز در مقاله گنجانده شده بود. — Stan Locke، Enterprise Convergence in Our Lifetime, from THE ENTERPRISE NEWSLETTER
بعدتر در طول دهه ۱۹۹۰
- متدولوژیست‌هایی مانند کلیو فینکلشتاین بر دو سطر بالایی چارچوب که زکمن آن‌ها را با عنوان مهندسی سازمان نام‌گذاری کرده بود و یکی از موفق‌ترین روش‌ها برای هم‌گرا کردن نیازهای کسب و کار با پیاده‌سازی مهندسی اطلاعات می‌باشند، مجدداً تمرکز کرده و توانستند یک توالی منطقی برای ساختن اجزا را تعریف نمایند.

### چارچوب برای معماری سازمانی
در مقاله سال ۱۹۹۷ با عنوان «مفاهیم یک چارچوب برای معماری سازمانی» زکمن گفت که این چارچوب باید به عنوان یک «چارچوب برای معماری سازمانی» اطلاق گردد و این‌که حتی بهتر بود از همان ابتدا به این نام خوانده می‌شد. اگرچه، طبق گفته زکمن، در اوایل دهه ۱۹۸۰ «علاقه کمی به ایده مهندسی مجدد سازمان یا مدل‌سازی سازمانی و استفاده از صوری سازی وجود داشت و مدل‌ها عموماً محدود به برخی از جنبه‌های توسعه نرم‌افزار در جامعه سیستم‌های اطلاعاتی می‌شدند».
در سال ۲۰۰۸ مؤسسه زکمن اینترپرایس چارچوب زکمن را چنین معرفی کرد: تعریف رسمی مختصر به عنوان یک استاندارد جدید چارچوب زکمن.

### چارچوب‌های توسعه‌یافته و اصلاح‌شده
از دهه ۱۹۹۰ تاکنون چندین چارچوب توسعه‌یافته از چارچوب زکمن پیشنهاد داده شده‌اند. مانند:
- متیو و مک گی (۱۹۹۰) توسعه سه دیدگاه اولیه "چه" و "چگونه" و "کجاً به رویداد ("کِی") دلیل ("چرا") و سازمان ("کِه").
- اورندن(۱۹۹۶) یک چارچوب اطلاعات جایگزین ارائه نمود.
- چارچوب یکپارچه معماری توسط کاپژمینی در سال ۱۹۹۶ توسعه داده شد.
- ولادان جووانکوویچ و همکاران (۲۰۰۶) یک مکعب زکمن ارائه نمودند، که یک توسعه از چارچوب زکمن به یک مکعب چند بعدی زکمن بود.

## موضوعات چارچوب زکمن

### مفهوم
ایده اصلی در پشت چارچوب زکمن این است که یک چیز یا مورد پیچیده را می‌توان برای مقاصد مختلف با استفاده از توصیف‌های مختلف (به عنوان مثال متنی، گرافیکی) به راه‌های مختلف تعریف کرد. چارچوب زکمن سی و شش طبقه لازم برای توصیف کامل هر چیزی ارائه می‌کند، به خصوص چیزهای پیچیده مانند کالاهای تولیدشده (به عنوان مثال لوازم خانگی) سازه‌های ساخته‌شده (مانند ساختمان‌ها) و سازمان‌ها (به عنوان مثال سازمان و همه اهداف، اشخاص و فناوری‌های آن). این چارچوب شش تحول مختلف را برای یک ایده انتزاعی (نه افزایش جزئیات، تنها تحول) را از شش دیدگاه مختلف فراهم می‌کند.
این ویژگی اجازه می‌دهد تا افراد مختلف یه یک چیز یکسان از دیدگاه‌های مختلف نگاه کنند. این کار باعث ایجاد یک نگرش همگانی از محیط می‌گردد، قابلیت مهمی که در شکل نشان داده شده است.

### نمایش سطرها
هر سطر نشان‌دهنده یک دید کلی از راه حل از یک دیدگاه خاص است. یک سطر یا دیدگاه بالاتر لزوماً نباید نسبت به دیدگاه پایین‌تر درک جامع‌تری از کل مسئله داشته باشد. هر سطر نشان‌دهنده یک دیدگاه متمایز و منحصربه‌فرد است، با این حال، خروجی‌ها از هر دیدگاه باید جزئیات کافی برای تعریف راه حل در سطح خود دیدگاه را فراهم کنند و همچنین باید برای استفاده در دیدگاه سطر پایین‌تر به صورت صریح ترجمه کردند.
هر دیدگاه باید نیازها و محدودیت‌ها و الزامات دیگر دیدگاه‌ها را مد نظر قرار دهد. محدودیت‌های دیدگاه‌ها به صورت افزودنی هستند. برای مثال محدودیت‌های سطر بالاتر سطر پایین‌تر را تحت تأثیر قرار می‌دهد. محدودیت‌های سطر پایین‌تر می‌تواند، اما نه لزوماً، بر سطرهای بالاتر تأثیر بگذارد. درک الزامات و محدودیت‌ها مستلزم تبادل دانش و داشتن درک متقابل از دیدگاهی به دیدگاه دیگر است. چارچوب از مسیر عمودی برای ارتباطات بین دیدگاه‌ها استفاده می‌کند.

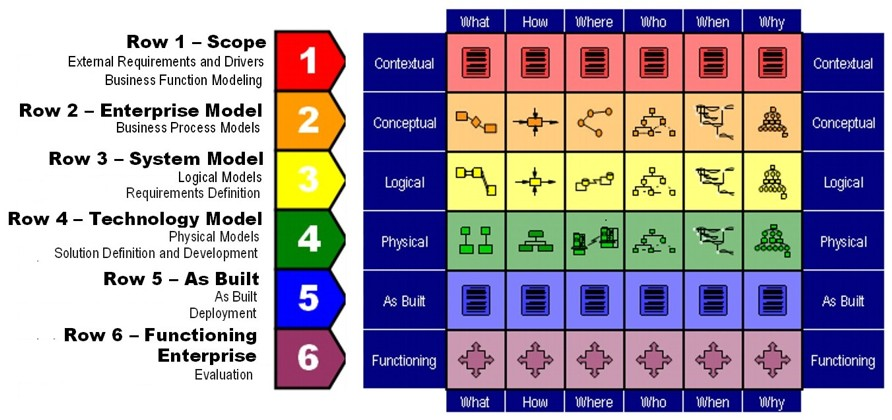
نمایش ساده‌سازی شده چارچوب زکمن، با توضیحاتی برای ردیف‌ها.

نسخه فعلی (۳) چارچوب زکمن سطرها را مطابق زیر طبقه‌بندی می‌کند:
- دیدگاه اجرایی (محدوده محتویات) - اولین طرح معماری یک «نمودار حبابی» یا نمودار ون می‌کشد که به‌طور ناخالص اندازه، شکل، روابط نسبی و هدف اساسی ساختار نهایی را نشان می‌دهد. این دیدگاه یک خلاصه اجرایی را به برنامه‌ریز یا سرمایه‌گذار نمایش می‌دهد که می‌خواهد تنها یک دیدگاه کلی از سیستم داشته باشد یا می‌خواهد محدوده سیستم، هزینه‌های آن و نحوه تعاملش با محیط عمومی که در آن فعالیت می‌کند را برآورد کند.
- دیدگاه مدیریت کسب و کار (مفاهیم کسب و کار) - طبقه بعدی نقشه‌های معمار هستند که ساختمان نهایی را از دیدگاه صاحب سیستم به تصویر می‌کشند، یعنی کسی که می‌خواهد با این معماری زندگی کند واز آن در روال‌های روزانه کسب و کار استفاده کند. این دیدگاه‌ها مدل‌های سازمانی (کسب و کار) را نمایش می‌دهند که طرح‌های کسب و کار و موجودیت‌های کسب و کار و فرایندها و نحوه ارتباط آن‌ها را نشان می‌دهد.
- دیدگاه معمار (منطق سیستم) - برنامه‌های معمار که ترجمه‌هایی از نقشه‌های معمار به جزئیات مورد نیاز از دیدگاه طراح هستند. آن‌ها مدل سیستمی نمایش می‌دهند که توسط یک تحلیل‌گر سیستم طراحی شده که باید عناصر داده‌ای، جریان‌های منطقی فرایند و توابعی که موجودیت‌های کسب و کار و فرایندها را معرفی می‌کنند را تعیین کند.
- مهندس دیدگاه (فیزیک فناوری) - پیمان‌کار مجبور است برنامه‌های معمار را برای آماده‌سازی دیدگاه سازنده دوباره ترسیم کند تا بتواند جزئیات کافی به منظور درک کامل محدودیت‌های ابزار، فناوری و مواد را ارائه کند. برنامه‌های سازنده مدل‌های فناوری را نمایش می‌دهند که باید مدل سیستم‌های اطلاعات را با جزئیات زبان‌های برنامه‌نویسی، دستگاه‌های ورودی/خروجی (I/O) یا سایر فناوری‌های پشتیبانی‌شده منطبق سازند.
- دیدگاه تکنسین (قطعات ابزار) - پیمان‌کاران فرعی کار از روی برنامه‌های کارگاهی انجام می‌دهند که جزئیات قطعات یا زیر مجموعه‌ها را بیان می‌نمایند. این برنامه‌ها مشخصات دقیقی نمایش می‌دهند که به برنامه‌نویسان اجازه می‌دهد ماژول‌های مجزایی را بدون نگران بودن راجع به مضمون یا ساختار کلی سیستم کدنویسی کنند، یا به جای آن، آن‌ها می‌توانند نیازمنده‌های دقیقی را برای استفاده از برنامه‌های تجاری آماده (COTS) یا برنامه‌های دولتی آماده (GOTS) یا اجزای نرم‌افزاری سیستم‌های ماژولار که از پیش موجود بوده‌اند به جای کدنویسی و ساخت این ماژول‌ها ارائه نمایند.
- دیدگاه سازمان (نمونه‌های عملیاتی)

### تمرکز بر روی ستون‌ها
به‌طور خلاصه، هر دیدگاه تمرکز را متوجه یک پرسش اساسی می‌کند و سپس به این سؤال از همان دیدگاه به نحوی پاسخ می‌دهد که ارائه‌های توصیفی (به‌طور مثال مدل‌ها) متفاوتی ایجاد شوند که از دیدگاه‌های بالاتر به دیدگاه‌های پایین‌تر ترجمه بشوند. مدل اساسی برای تمرکز (یا ایجاد انتزاع) ثابت می‌ماند. مدل پایه هر ستون به‌طور منحصربه‌فرد تعریف شده و در عین حال هم به‌طور عرضی و هم از بالا به پایین ماتریس با سایر ستون‌ها در ارتباط است. علاوه بر این، شش طبقه از قطعات معماری سازمانی و پرسش‌های مربوط که آن‌ها پاسخ می‌دهند، ستون‌های چارچوب زکمن را تشکیل می‌دهند که به شرح زیر هستند:
1. مجموعه موجودی‌ها— چه
2. جریان‌های فرایند — چگونه
3. شبکه‌های توزیع — کجا
4. تخصیص مسئولیت‌ها — کِه
5. چرخه‌های زمانی — کِی
6. نیت‌های انگیزشی — چرا

به اعتقاد زکمن، تنها عاملی که چارچوبش را منحصر به فرد می‌سازد، این است که هر عنصر در هر کدام از دو محور ماتریس به صراحت قابل تشخیص از تمام عناصر دیگر در این محور است. آنچه هر سلول ماتریس ارائه می‌دهد نه صرفاً افزایش جزئیات نسبت به سطوح پیشین، بلکه در واقع ارائه‌ای متفاوت - متفاوت در مضمون، معنی، انگیزه و استفاده - می‌باشد. به این دلیل که هر یک از این عناصر در هر محور به صراحت متفاوت از دیگران است، امکان تعیین آنچه که متعلق به هر سلول است به صورت دقیق وجود دارد.

### مدل‌های سلول‌ها
چارچوب زکمن به‌طور معمول به صورت یک ماتریس ۶ * ۶ با پرسش‌های ارتباطی به عنوان ستون و سیر تحولات تجسم‌سازی به عنوان سطر به تصویر کشیده شده است. طبقه‌بندی‌های چارچوب توسط سلول‌ها بخش‌بندی شده است که تقاطع بین پرسش‌ها و تحولات هستند.
توضیحات سلول‌ها مستقیماً برگرفته از نسخه ۳٫۰ چارچوب زکمن هستند:

### دیدگاه اجرایی
1. (چه) شناسایی موجودی
2. (چگونه) شناسایی فرایند
3. (کجا) شناسایی توزیع
4. (کِه) شناسایی مسئولیت
5. (کِی) شناسایی زمان‌بندی
6. (چرا) شناسایی انگیزه

### دیدگاه مدیریت کسب و کار
1. (چه) تعریف موجودی
2. (چگونه) تعریف فرایند
3. (کجا) تعریف توزیع
4. (کِه) تعریف مسئولیت
5. (کِی) تعریف زمان‌بندی
6. (چرا) تعریف انگیزه

### دیدگاه معمار
1. (چه) نمایش موجودی
2. (چگونه) نمایش فرایند
3. (کجا) نمایش توزیع
4. (کِه) نمایش مسئولیت
5. (کِی) نمایش زمان‌بندی
6. (چرا) نمایش انگیزه

### دیدگاه مهندس
1. (چه) مشخصات موجودی
2. (چگونه) مشخصات فرایند
3. (کجا) مشخصات توزیع
4. (کِه) مشخصات مسئولیت
5. (کِی) مشخصات زمان‌بندی
6. (چرا) مشخصات انگیزه

### دیدگاه تکنسین
1. (چه) پیکربندی موجودی
2. (چگونه) پیکربند فرایند
3. (کجا) پیکربندی توزیع
4. (کِه) پیکربندی مسئولیت
5. (کِی) پیکربندی زمان‌بندی
6. (چرا) پیکربندی انگیزه

### دیدگاه سازمان
1. (چه) نمونه‌سازی موجودی
2. (چگونه) نمونه‌سازی فرایند
3. (کجا) نمونه‌سازی توزیع
4. (کِه) نمونه‌سازی مسئولیت
5. (کِی) نمونه‌سازی زمان
6. (چرا) نمونه‌سازی انگیزه

از زمان توسعه محصول (به عنوان مثال مصنوع معماری) در ازای هر سلول یا راه حل مشکل که در هر سلول مندرج شده است، پاسخی به یک سؤال از یک دیدگاه وجود داردکه عموماً به شکل مدل‌ها یا توصیف‌های سطح بالاتر یا پاسخ‌های سطحی می‌باشند. طراحی‌ها یا مدل‌های استخراج شده که از پاسخ پشتیبانی می‌کنند همان توضیحات با جزئیات داخل سلول‌ها هستند. تجزیه (یعنی شکستن به سطح بیشتری از جزئیات) در هر سلول اتفاق می‌افتد. اگر یک سلول صریح (تعریف شده) نباشد به صورت غیرصریح (تعریف نشده) است. اگر یک سلول غیرصریح باشد، خطر ایجاد مفروضات در مورد این سلول وجود دارد. اگر مفروضات معتبر باشند، در زمان و پول صرفه‌جویی شده است. اگر مفروضات نامعتبر باشند آن‌گاه به احتمال زیاد هزینه‌ها و زمان‌بندی پیاده‌سازی افزایش می‌یابند.

### مجموعه‌ای از قوانین چارچوب

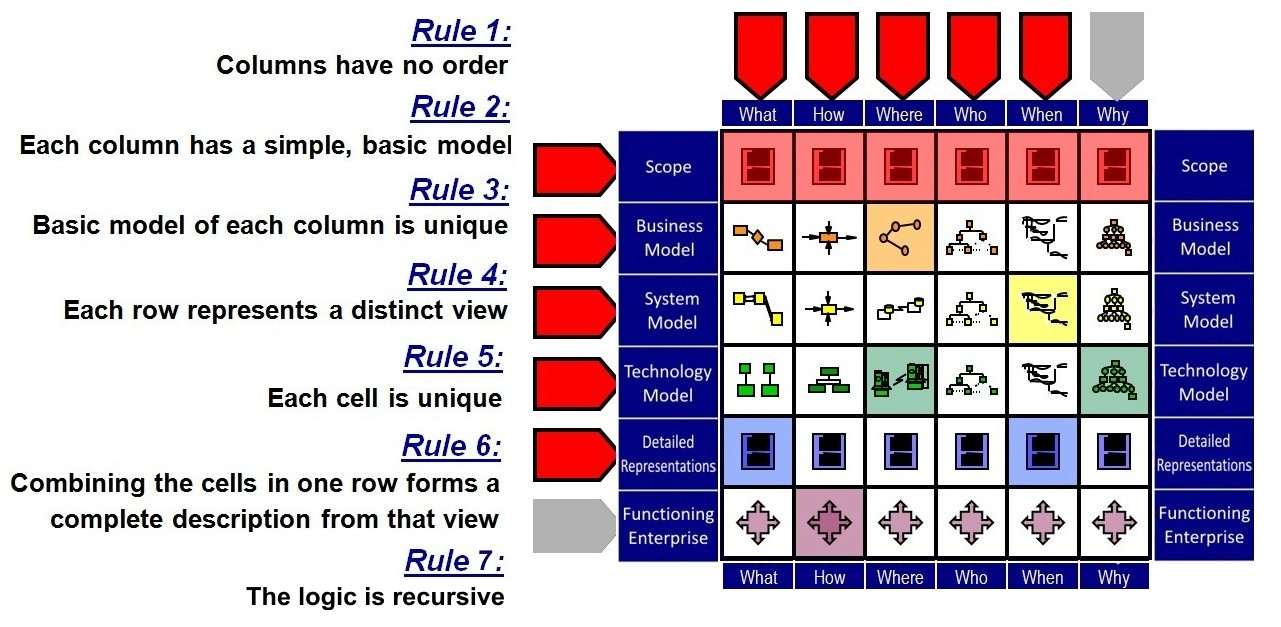
مثال از قوانین چارچوب زکمن.

چارچوب دارای مجموعه‌ای از قوانین است:
- قانون ۱ ستون‌ها هیچ ترتیبی ندارند: ستون‌ها قابل تعویض هستند اما نمی‌توان آن‌ها را کاهش داد یا ستون جدیدی ایجاد کرد.
- قانون ۲ هر ستون یک مدل ذاتی ساده دارد: هر ستون می‌تواند فرامدل خاص خودش را داشته باشد.
- قانون ۳ مدل پایه از هر ستون باید منحصر به فرد باشد: مدل پایه از هر ستون، ارتباط اشیاء و ساختار آن منحصر به فرد است. هر شیء رابطه‌ای دارای وابستگی داخلی است اما هدف نمایش داده شده منحصر به فرد است.
- قانون ۴ هر سطر یک دیدگاه مجزا و منحصر به فرد است: هر سطر یک دیدگاه از یک گروه کسب و کار خاص را شرح می‌دهد و در این خصوص منحصر به فرد است. همه سطرها معمولاً در بسیاری از سازمان‌های سلسله مراتبی ارائه می‌شوند.
- قانون ۵ هر سلول منحصر به فرد است: ترکیبی از ۲ و ۳ و ۴ باید سلول‌های منحصر به فرد تولید کند که در آن هر سلول نشان‌دهنده یک مورد خاص است. مثال: A2 نشان دهنده خروجی کسب و کار است به گونه‌ای که آنچه آن‌ها نمایش می‌دهند در نهایت ساخته می‌شود.
- قانون ۶ ادغام یا تجمیع تمام مدل‌های سلول در یک سطر یک دیدگاه کامل از این سطر را نمایش می‌دهد: همین دلیلی است برای اضافه نکردن سطرها و ستون‌ها، تغییر دادن نام‌ها ممکن است باعث تغییر در ساختار منطقی اساسی چارچوب بشود.
- قانون ۷ منطق بازگشتی است: منطق، رابطه‌ای بین دو نمونه از یک موجودیت می‌باشد.

چارچوب از این رو ذاتی است که همان‌طور که می‌توان آن را برای طبقه‌بندی نمایش‌های هر شیء فیزیکی به کار برد می‌توان برای اشیاء مفهومی مانند سازمان هم به کار برد. همچنین چارچوب بازگشتی است زیرا که می‌تواند برای تجزیه و تحلیل ترکیب معماری خودش هم مورد استفاده قرار بگیرد. اگر چه چارچوب رابطه هر ستون با ستون دیگر را نمایش می‌دهد، اما هنوز یک نمایش ساختاری از سازمان است نه یک نمایش جریانی.

### انعطاف‌پذیری در سطح جزئیات
یکی از نقاط قوت چارچوب زکمن این است که به صراحت مجموعه‌ای جامع از دیدگاه‌ها را نشان می‌دهد که می‌تواند توسط معماری سازمان استفاده شود. برخی احساس می‌کنند که پیروی کامل از این مدل می‌تواند منجر به تأکید بیش از حد بر روی اسناد و مدارک شود، چرا که برای هر یک از سی سلول چارچوب، مصنوعاتی مورد نیاز است. زکمن اما نشان می‌دهد که تنها حقایق مورد نیاز برای حل مسئلهٔ تحت تجزیه و تحلیل، نیاز به انتشار دارند.
جان زکمن در اسناد و سخنرانی‌ها و سمینارهایش به وضوح بیان نمود که، به عنوان چارچوب، چه درعمق و چه در وسعت جزئیاتی که مورد نیاز هر یک از سلول‌های ماتریس است، بر اساس اهمیت‌ها و اولویت‌های هر سازمان انعطاف‌پذیری وجود دارد. یک خودروساز که اهداف کسب و کارش ممکن است حول محور ضرورت وجود انبار و تمرکز فرایند محور باشد، ممکن است تمرکز بر روی مستندسازی ستون‌های چه و چگونه را سودمند بیابد. در مقابل، یک آژانس مسافرتی که کسب و کارش بیشتر در رابطه با مردم و رویداد-زمان‌بندی است می‌تواند تمرکز بر روی مستندسازی ستون‌های کِی و که و کجا را مفید بیابد. اگرچه هیچ راه فراری از اهمیت ستون چرا وجود ندارد که پیشرانه‌های کسب و کار را برای تمام ستون‌های دیگر فراهم می‌کند.

## کاربردها و نفوذها
از سال‌های دهه ۱۹۹۰ چارچوب زکمن به‌طور گسترده‌ای به عنوان وسیله ای برای تهیه ساختار برای مدل‌سازی سازمانی به سبک مهندسی اطلاعات استفاده می‌شود. چارچوب زکمن می‌تواند هم در شرکت‌های تجاری و هم در سازمان‌های دولتی استفاده شود. در درون یک سازمان دولتی، چارچوب می‌تواند به کل سازمان در یک سطح انتزاعی اعمال شود یا می‌توان آن را به ادارات مختلف، دفاتر، برنامه‌ها، واحدهای زیرمجموعه و حتی به موجودیت‌های پایه‌ای عملیاتی مستقل اعمال کرد.

### سفارشی‌سازی
چارچوب زکمن در چارچوب سفارشی مانند TEAF، که بر مبنای چارچوب‌های مشابه ساخته شده، اعمال شده است. ماتریس TEAF.

ماتریس نظرات و دیدگاه‌های TEAF
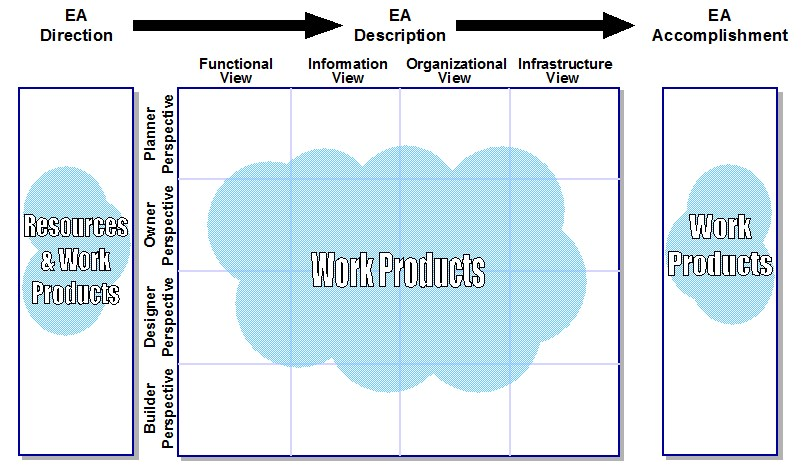
چارچوب برای جهت، توضیحات و نمای کلی انجام معماری سازمانی
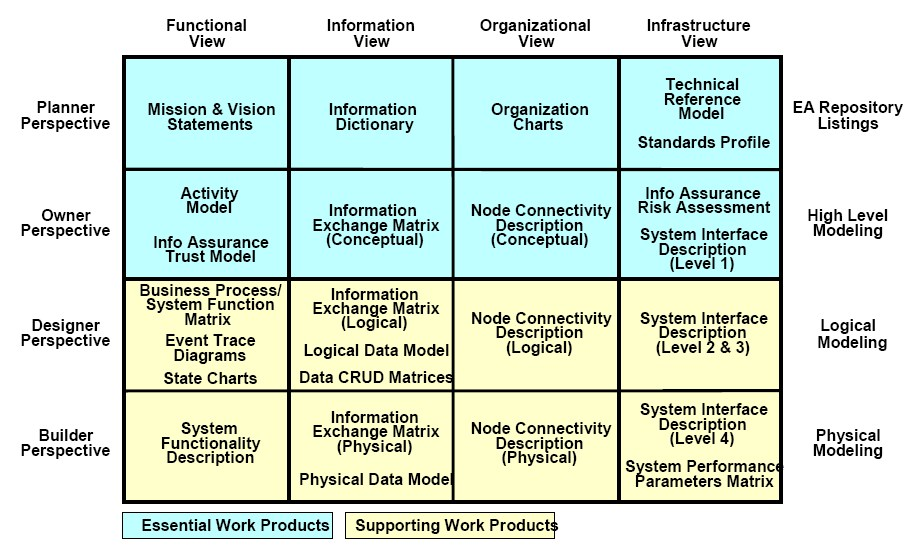
محصولات TEAF
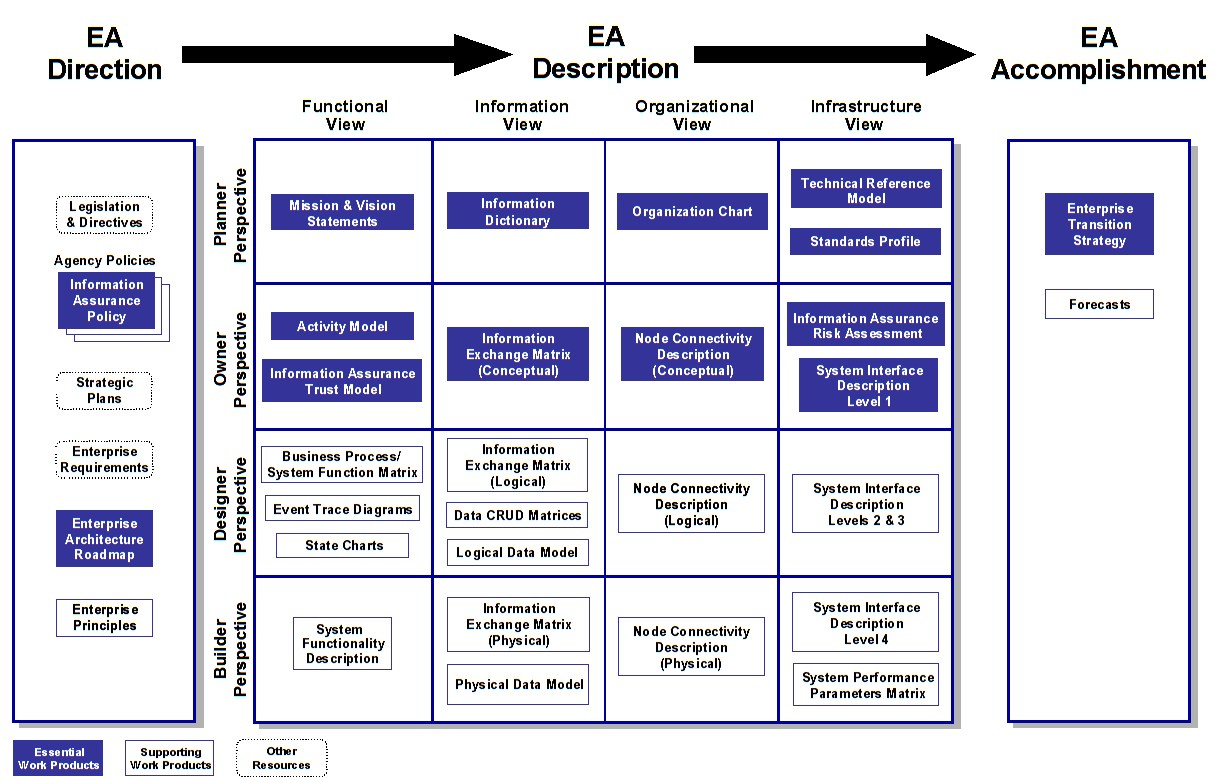
محصولات TEAF برای جهت، توضیحات و انجام معماری سازمانی

### استانداردهای مبتنی بر چارچوب زکمن
چارچوب زکمن به عنوان یک چارچوب برای توصیف استانداردها نیز استفاده می‌شود، برای مثال، استانداردهای بهداشت و درمان و سیستم اطلاعاتی بهداشت و درمان. هر سلول از چارچوب حاوی یک سری از استانداردهای سیستم اطلاعاتی بهداشت و درمان است.

### نگاشت چارچوب‌های دیگر
از دیگر کاربردهای چارچوب زکمن استفاده به عنوان مدل مرجع برای سایر معماری‌های سازمانی است، برای مثال این چهار مورد را ببینید: 

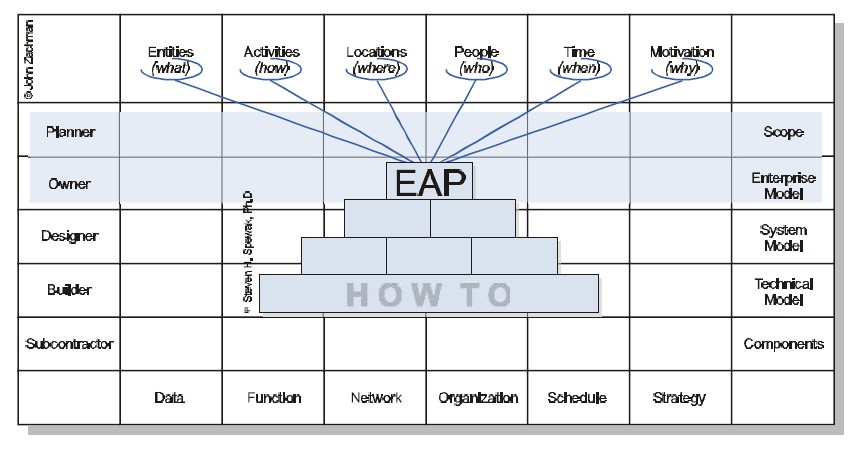
EAP نگاشت شده به چارچوب زکمن
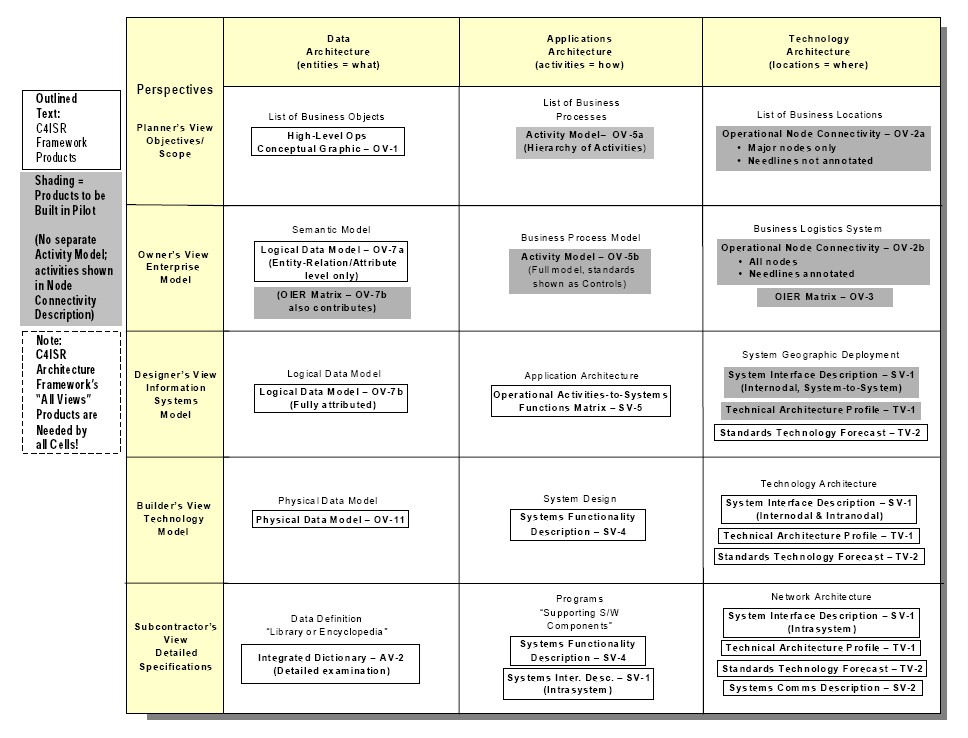
تولیدات نگاشت شده چارچوب معماری DOD C4ISR
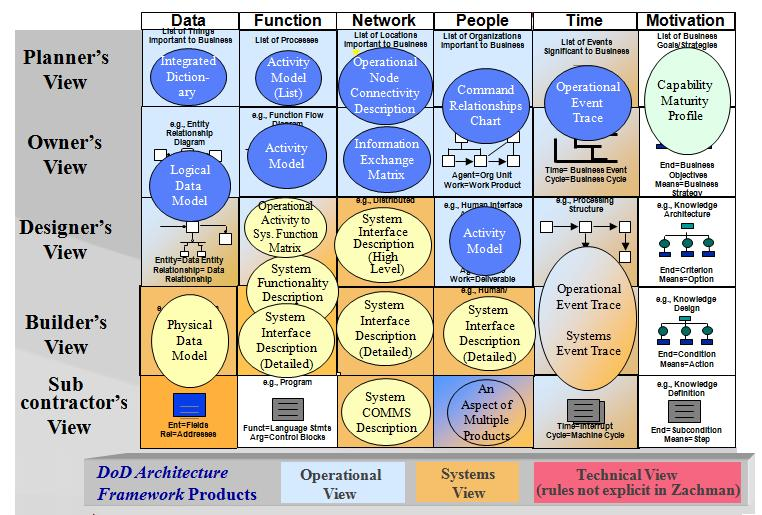
محصولات DoD نگاشت شده به سلول‌های چارچوب زکمن ۲۰۰۳.
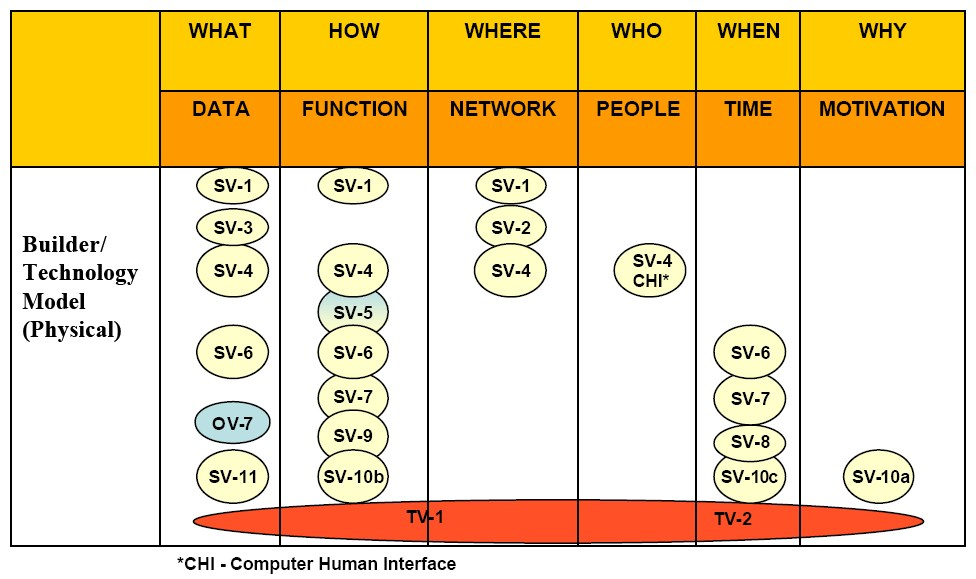
نگاشت بخشی از DoDAF, 2007.

نمونه‌های دیگر:
- تجزیه و تحلیل فرایند یکپارچه منطقی به عنوان یک فرایند
- چگونه معماری مدل محور (MDA) که در توسعه نرم‌افزار به کار می‌رود به چارچوب زکمن نگاشت می‌شود.
- نگاشت مدل‌های کمیسیون مستقل انتخابات ۶۲۲۶۴ به چارچوب زکمن برای تجزیه و تحلیل قابلیت ردیابی اطلاعات محصولات.
- نگاشت روش توسعه معماری TOGAF (به عنوان مثال متدلوژی) به چارچوب زکمن.

### پایه‌ای برای دیگر چارچوب‌های معماری سازمانی
راه‌هایی که چارچوب زکمن باعث تحریک توسعه دیگر چارچوب‌های معماری سازمانی مانند مدل معماری سازمانی NIST، مدل، C4ISR AE، مدلDOE AE و مدل DoDAF شده است، کم‌تر مورد توجه قرار گرفته‌اند:

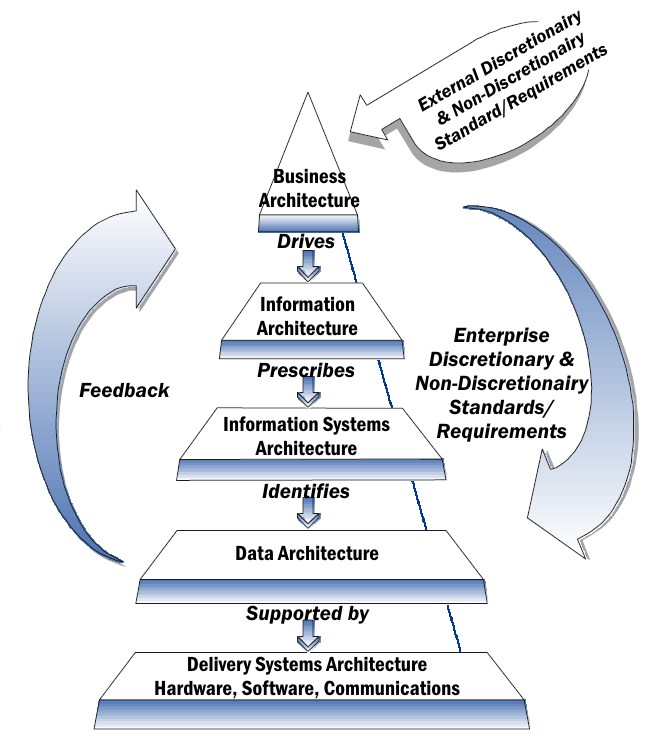
NIST معماری سازمانی،
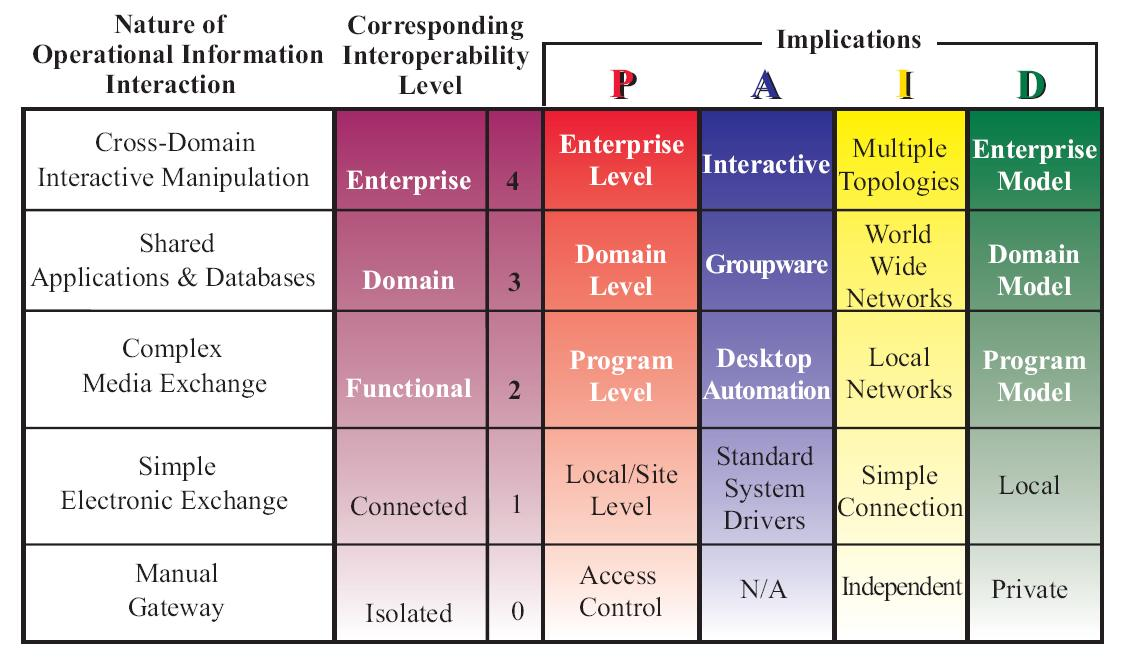
C4ISR AE, 1997.
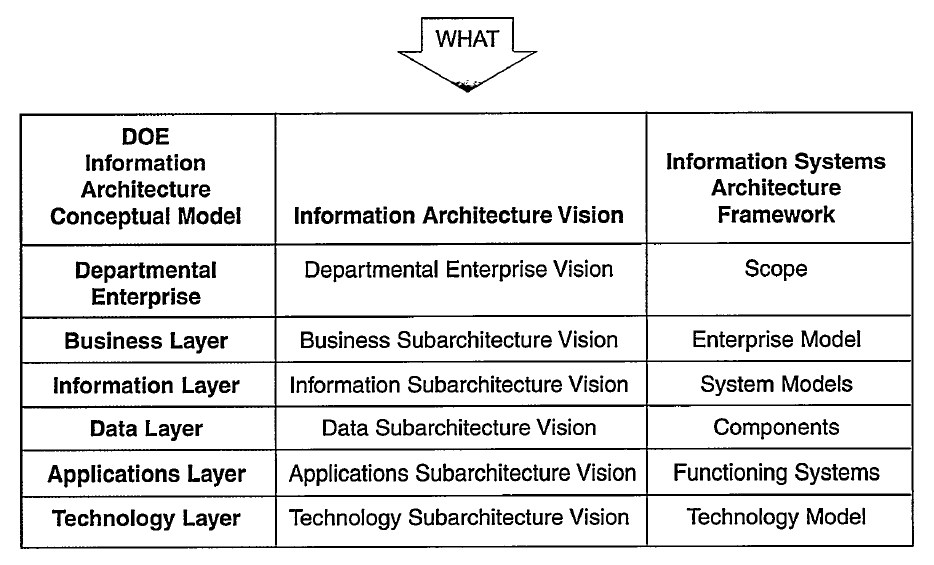
سازمان حفاظت محیط زیست DOE AE , 1998.
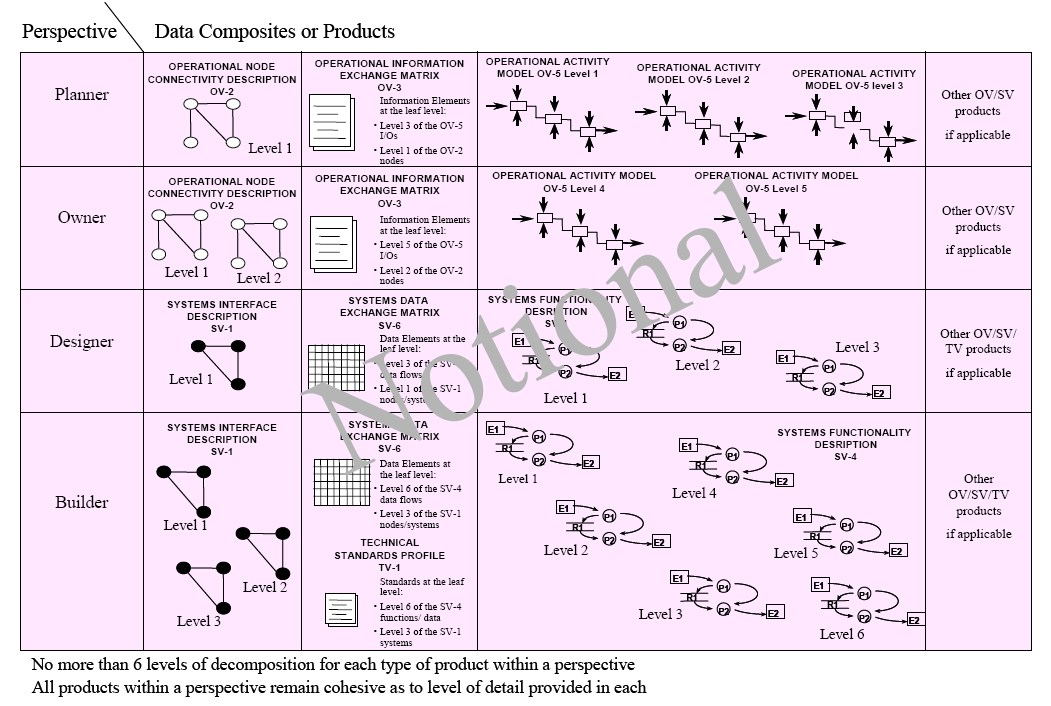
DODAF, 2003.

- چارچوب معماری سازمانی فدرال (FEAF) بر اساس چارچوب زکمن بنا شده است، اما تنها سه ستون نخست از چارچوب زکمن با نام‌هایی کمی متفاوت و تمرکز روی سه سطر بالایی مورد استفاده قرار گرفته‌اند. (نگاه کنید به اینجا)

#### مثال: یک معماری سازمانی VA
متدلوژی چارچوب زکمن روش به عنوان مثال توسط وزارت امور کهنه سربازان ایالات متحده (VA) به منظور توسعه و حفظ معماری سازمانی One-VA در سال ۲۰۰۱ مورد استفاده قرار گرفته است. این متدلوژی نیاز به تعریف تمام جنبه‌های سازمانی VA از دیدگاه فرایند کسب و کار، اطلاعات، فنی، محل، پرسنل و الزامات دارد. گام بعدی در پیاده‌سازی متدلوژی به تعریف تمام توابع مربوط به هر فرایند کسب و کار و شناسایی عناصر اطلاعاتی مرتبط اختصاص دارد. پس از شناسایی، تکرار توابع و تناقض در تعریف داده‌ها می‌تواند شناسایی و حل و فصل شود.

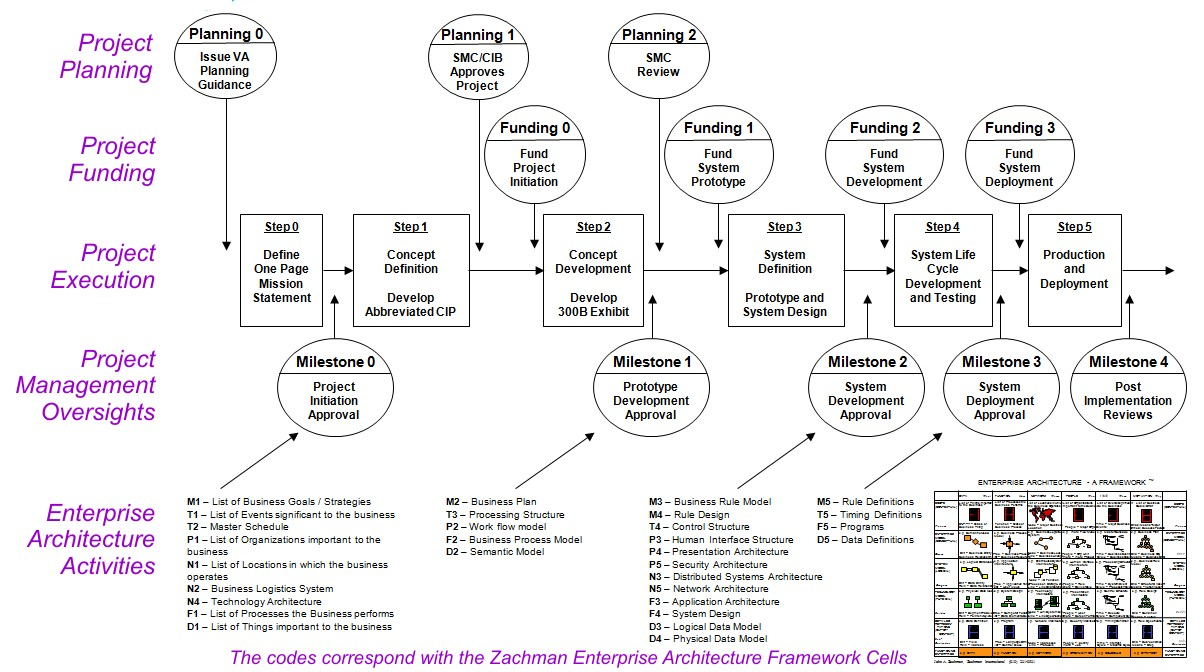
جریان فرایند یکپارچه برای پروژه‌های فناوری اطلاعات VA (2001)
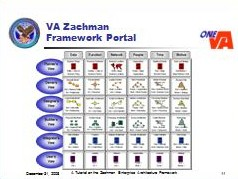
پورتال چارچوب زکمن VA
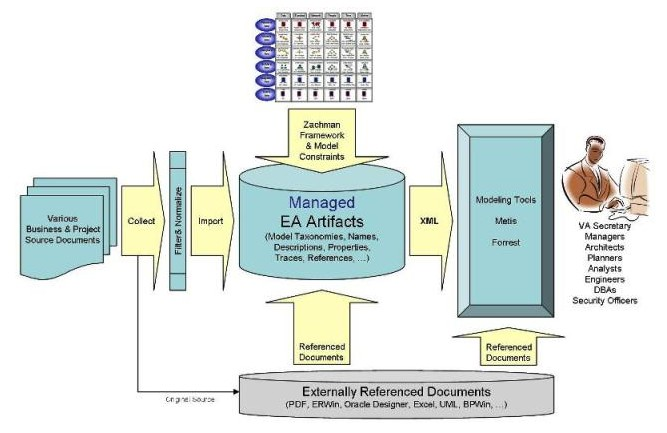
معرفی مخزن VA EA (2008)
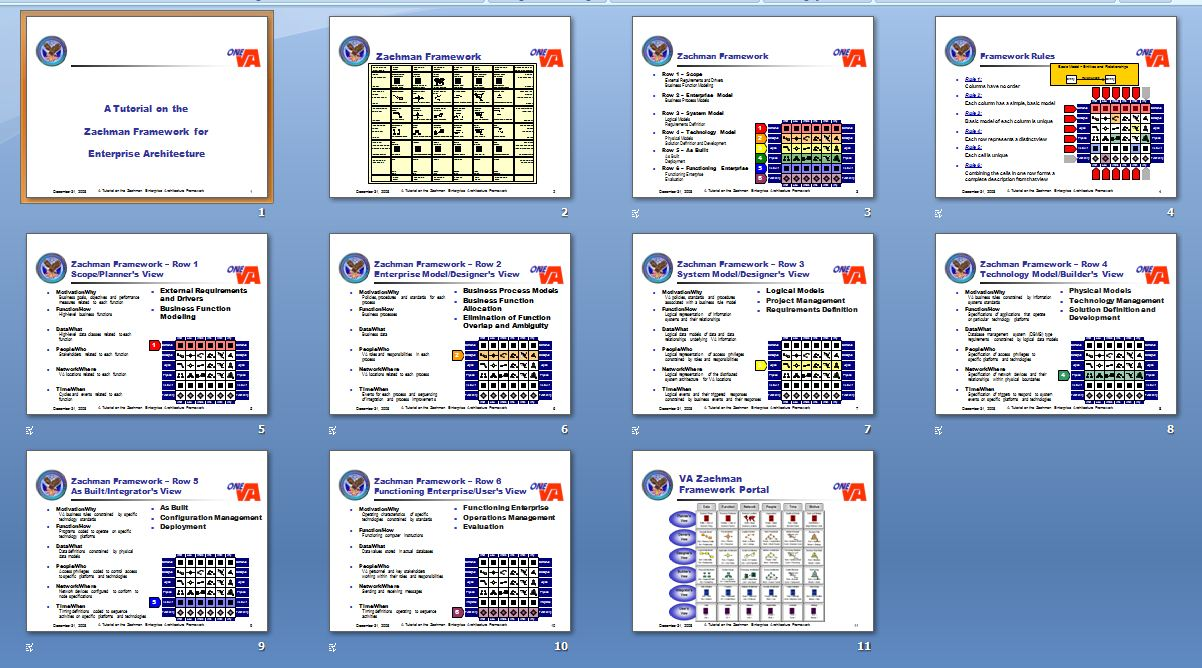
یک مقاله آموزشی در مورد چارچوب معماری زکمن

وزارت امور کهنه سربازان در آغاز قرن ۲۱  برای پیاده‌سازی یک معماری سازمانی کاملاً بر اساس چارچوب زکمن برنامه‌ریزی نمود.
- چارچوب زکمن به عنوان یک مدل مرجع برای شروع برنامه‌ریزی معماری سازمانی در سال ۲۰۰۱ مورد استفاده قرار گرفت.
- در این میان پورتال VA چارچوب زکمن ساخته شد.
- پورتال VA چارچوب زکمن هنوز هم به عنوان یک مدل مرجع برای مثال در تعیین اطلاعات معماری سازمانی جمع‌آوری شده از کسب و کارهای مختلف و اسناد و مدارک منابع پروژه‌ها استفاده می‌شود.

در نهایت یک مخزن معماری سازمانی که در سطح کلان توسط چارچوب زکمن ایجاد شده و در سطح سلول توسط فرامدل مشخص شده در زیر نشان داده شده است.

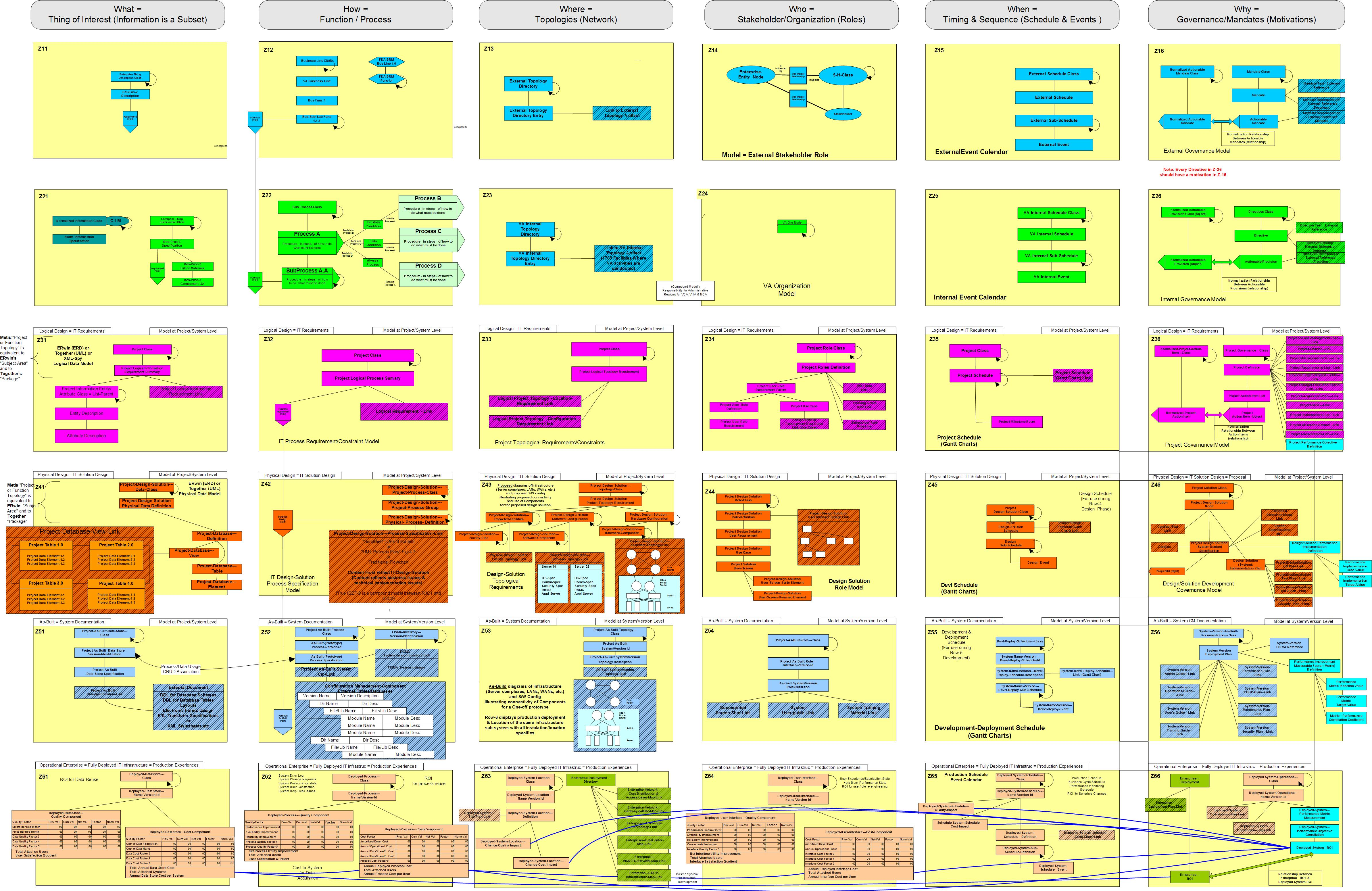
VA EA -جزئیات سلولهای فرامدل بزرگ شده‌اند.

این نمودار در VA-EA گنجانیده شده تا برای یک نمایش نمادین از فرامدل مورد استفاده‌اش، هم چنین برای توصیف معماری سازمانی One-VA و نیز برای ساخت مخزن معماری سازمانی بدون استفاده از نرم‌افزار مخزن معماری سازمانی تجاری به کار رود. این نمودار با استفاده از یک پایگاه داده شی‌گرا و یک محصول نرم‌افزاری Caliber-RM توسعه داده شده است. Caliber-RM به عنوان یک ابزار مدیریت پیکربندی نرم‌افزار در نظر گرفته شده است، نه به عنوان یک مخزن معماری سازمانی.
اگرچه این ابزار اجازه تعریف اشخاص و روابط و تعریف خواص برای هر دو اشخاص و روابط را می‌دهد، که این ویژگی آن را برای ساخت مخزن معماری سازمانی با توجه به تکنولوژی موجود در اوایل سال ۲۰۰۳ کافی می‌سازد. انگیزه شخصی در انتخاب این ابزار این بود که هیچ‌یک از ابزارهای مخزن تجاری موجود، یک نمایش واقعی از چارچوب زکمن را فراهم نمی‌کردند، و همه آن‌ها بسیار اختصاصی بودند که امکان استفاده از قطعات سایر شرکت‌ها یا استفاده از منبع باز را با مشکل مواجه می‌کردند.
این نمودار چند تفسیر مهم از چارچوب زکمن و انطباق آن با مدیریت سرمایه‌گذاری فناوری اطلاعات را آشکار می‌کند:
1. پیشرفت از طریق سطرها از بالا به پایین، که با آن می‌توان چرخه حیات توسعه سیستم‌ها (SDLC)را ردیابی کرد که یک استاندارد دفاکتو در سراسر صنعت اطلاعات است.
2. این نمودار، اهمیت زیاد و اغلب نادیده گرفته شده سطر-شش را در چارچوب زکمن (دیدگاه سازمانی یکپارچه عملیاتی) را آشکار می‌کند. نمایش آقای زویچ از تفسیر سطر -شش چارچوب زکمن عمدتاً تشکیل شده از بهبودهای سرویس به گونه‌ای که قابل اندازه‌گیری باشند و صرفه جویی/اجتناب در هزینه‌ها، که از فرایند کسب و کار و نوآوری‌های فناوری که در سراسر سطر-دو تا سطر-پنج توسعه داده شده‌اند، حاصل می‌شود.

سطر-شش، اندازه‌گیری بازگشت سرمایه‌گذاری برای پروژه‌های جداگانه و به‌طور بالقوه برای کل الگوی سرمایه‌گذاری را فراهم می‌کند. بدون وجود سطر-شش، چارچوب همیشه زیان‌ده بود، اما بازگشت سرمایه‌گذاری در سطر-شش اجازه می‌دهد که سود تخمین زده شود و در یک فرایند بهبود مستمر به کار رود. این سطر همچنین بهترین تجربه‌ها را ثبت کرده و از طریق سطر-دو به سیستم باز اعمال می‌کند.

## انتقاد
چارچوب زکمن به‌طور گسترده‌ای مورد بحث قرار گرفته است و گاه ارزش عملی آن زیر سؤال رفته است:
- چارچوب صرفاً نظری، غیر تجربی و تنها بر اساس استدلال مفهومی است که «هم‌ارزی [بین نمایش معماری در صنایع تولیدی و صنایع ساخت و ساز] این شبهه را تقویت می‌کند که مجموعه‌ای از نمایش‌های معماری همسان نمی‌توانند در طی فرایند ساخت یک محصول مهندسی پیچیده، از جمله سیستم‌های اطلاعاتی تولید شوند.»
- بازخورد عملی نشان می‌دهد که ایده کلی از ایجاد توضیحات جامع از سازمان، آن طور که در چارچوب زکمن پیشنهاد شده، غیر واقعی است.
- در سال ۲۰۰۴ جان زکمن اعتراف کرد که چارچوب نظری است و هرگز به‌طور کامل پیاده‌سازی نمی‌شود: «اگر شما بپرسید که چه کسی کل چارچوب را با موفقیت پیاده‌سازی کرده است، پاسخ این است که تا آن‌جا که ما می‌دانیم هیچ‌کس»
- هیچ نمونه دقیقی برای نشان دادن کاربرد عملی موفقیت‌آمیز چارچوب وجود ندارد.
- محقق معماری سازمانی، استنلی گیور، استدلال می‌کند که «قیاس معماری کلاسیک که برای اولین بار توسط جان زکمن ساخته شد معیوب و ناقص است»
- جیسون بلومبرگ معتقد است که «سازمان یک سیستم عادی مانند یک ماشین یا یک ساختمان نیست و نمی‌تواند مانند آن‌ها معماری یا مهندسی شود»

این انتقادها پیشنهاد می‌کنند که چارچوب زکمن به سختی می‌تواند منعکس‌کننده بهترین تجربه واقعی در معماری سازمانی باشد.